# 林昀佳
林昀佳（英語：Alice Lin Yun Jia，1992年1月13日—），別名「愛紗」（Aisa），台灣女性網絡紅人及《溫哥華華裔小姐競選2018》冠軍得主。

## 背景
林昀佳出生於台北市，有兩名胞姊，六歲隨父母移居加拿大卑斯省溫哥華西部富裕社區，唸完灰角中學轄下的小學及高中課程後，卻選擇獨自去日本東京外語專門學校留學一陣子，更考獲日語能力測試二級資格（N2）。她其後回到加拿大入讀不列顛哥倫比亞大學政治學系，但於2017年差不多畢業才決定轉系，並開始重修戲劇系學士學位；在校期間也曾從事多項兼職工作，包括台灣最大即時視訊直播社交平台「17直播」主播、畫廊客戶服務大使、廣告模特兒、外景主持和繪畫設計等。
林昀佳在2018年8月報名參加由新時代電視主辦的《溫哥華華裔小姐競選2018》，且贏得冠軍、「薛安娜星級最上鏡小姐」與「六福珠寶瑰麗璀璨獎」三個獎項；2019年3月便再代表溫哥華參加《2019國際中華小姐競選》，惟只能晉級最後十強，賽後亦向傳媒表示有意學好廣東話，繼而往香港演藝圈發展。2020年2月，她獲加拿大亞裔活動協會邀請，回台灣參加台中燈會後，在因緣際會下接觸了當地直播產業，並決定以別名「愛紗（Aisa）」在熱浪新媒體（UP直播）拓展網紅事業，也開始涉足演藝圈。

## 演出作品

### 綜藝節目
| 首播                     | 節目名                 | 備註                             |
| 新時代電視               |                        |                                  |
| 2018年                   | 溫哥華華裔小姐競選2018 | 固定參賽者                       |
| 城市電視                 |                        |                                  |
| 2020年                   | 楓華博覽               | 主持                             |
| 2021年                   | 城市串吧               | 主持                             |
| 無綫電視                 |                        |                                  |
| 2019年                   | 2019國際中華小姐競選   | 固定參賽者（最後十強）           |
| ETtoday新聞雲、JET綜合台 |                        |                                  |
| 2021年                   | 料理之王2              | 固定參賽者（以「林昀」名義參加） |
| ViuTV                    |                        |                                  |
| 2022年                   | 玩埋我嗰份             | 台灣主持（以「林昀」名義主持）   |

### 電視劇集
| 首播       | 劇名       | 角色     |
| 大愛電視台 |            |          |
| 2021年     | 姊姊向前衝 | 貿協職員 |

### 網劇
| 首播   | 劇名                       | 角色 |
| UP直播 |                            |      |
| 2020年 | 假面回憶錄－如果能回到過去 | 愛紗 |

### 音樂錄像
| 年份   | 歌名   | 歌手      |
| 2017年 | 英雄趴 | Max Chang |

## 曾獲獎項與提名
| 年份   | 獎項                                           | 結果 |
| 2018年 | 溫哥華華裔小姐競選2018冠軍                     | 獲獎 |
| 2018年 | 溫哥華華裔小姐競選2018「薛安娜星級最上鏡小姐」 | 獲獎 |
| 2018年 | 溫哥華華裔小姐競選2018「六福珠寶瑰麗璀璨獎」   | 獲獎 |

## 外部連結
- Alice Lin的Facebook專頁
- Alice Lin的Facebook專頁 2
- 林昀佳的Instagram帳戶
- Alice 林昀佳官方影迷會的Instagram帳戶
- ❤️林昀佳香港官方影迷會的Instagram帳戶
- 《溫哥華華裔小姐競選2018》- 林昀佳 Alice Lin （页面存档备份，存于）
- 《2019國際中華小姐競選》– 候選佳麗 - 19號 林昀佳 - tvb.com